# Йерихов (район)
Йерихов (нем. Jerichower) — район в Германии. Центр района — город Бург. Район входит в землю Саксония-Анхальт. Занимает площадь 1577 км². Население — 91693 человека (31 декабря 2015). Плотность населения — 61 человек/км².
Официальный код района — 15 0 86.

## Города и общины
В состав района входит 8 общин:
1. Бург (24 248)
2. Гентин (15 584)
3. Мёккерн (14 354)
4. Гоммерн (11 206)
5. Бидериц (8431)
6. Мёзер (8247)
7. Йерихов (7575)
8. Эльбе-Парей (7205)

(31 декабря 2015 года)